# Il tempio verde
Il tempio verde (The Hollowing) è un romanzo fantasy di Robert Holdstock, pubblicato la prima volta nel Regno Unito nel 1993. Il titolo si riferisce a termini nell'inglese antico per indicare le "hollow-way", le strade incavate. L'opera, che fa parte della Saga dei Mitago trae ispirazione dal poema in medio inglese Sir Gawain e il Cavaliere Verde, risalente al XIV secolo.

## Edizioni in italiano
- Robert Holdstock, Il tempio verde, traduzione di Giovanna Capogrossi, Milano, Arnoldo Mondadori Editore, 2004, ISBN 88-04-55410-X.